# Hikaru Nakamura
Christopher Hikaru Nakamura (* 9. prosinec 1987, Osaka) je americký šachový velmistr, pocházející z Japonska. Jeho současné FIDE ELO činí 2804. V říjnu 2015 byl nejlepším americkým šachistou. Velmistrem se stal velmi mlád, již ve svých 15 letech a 79 dnech, o tři měsíce dříve než Robert J. Fischer, čímž překonal jeho rekord nejmladšího amerického velmistra.
V roce 2001 se stal mistrem světa do 14 let.
Zúčastnil se vyřazovacího turnaje mistrovství světa v šachu FIDE 2004, kde postoupil až do osmifinále a tam prohrál s Michaelem Adamsem.
Zvítězil nebo se dělil o první místo na turnajích v Mashantucketu 2005 (Foxwoods Open), Las Vegas 2007 (National Open), Barceloně 2007, Gibraltaru 2008 a Philadelphii 2009 (World Open). V lednu 2011 zvítězil v supervelmistrovském turnaji ve Wijku aan Zee. V letech 2015, 2016 a 2017 vyhrál Gibraltar Chess Festival.